# Demon Chaser

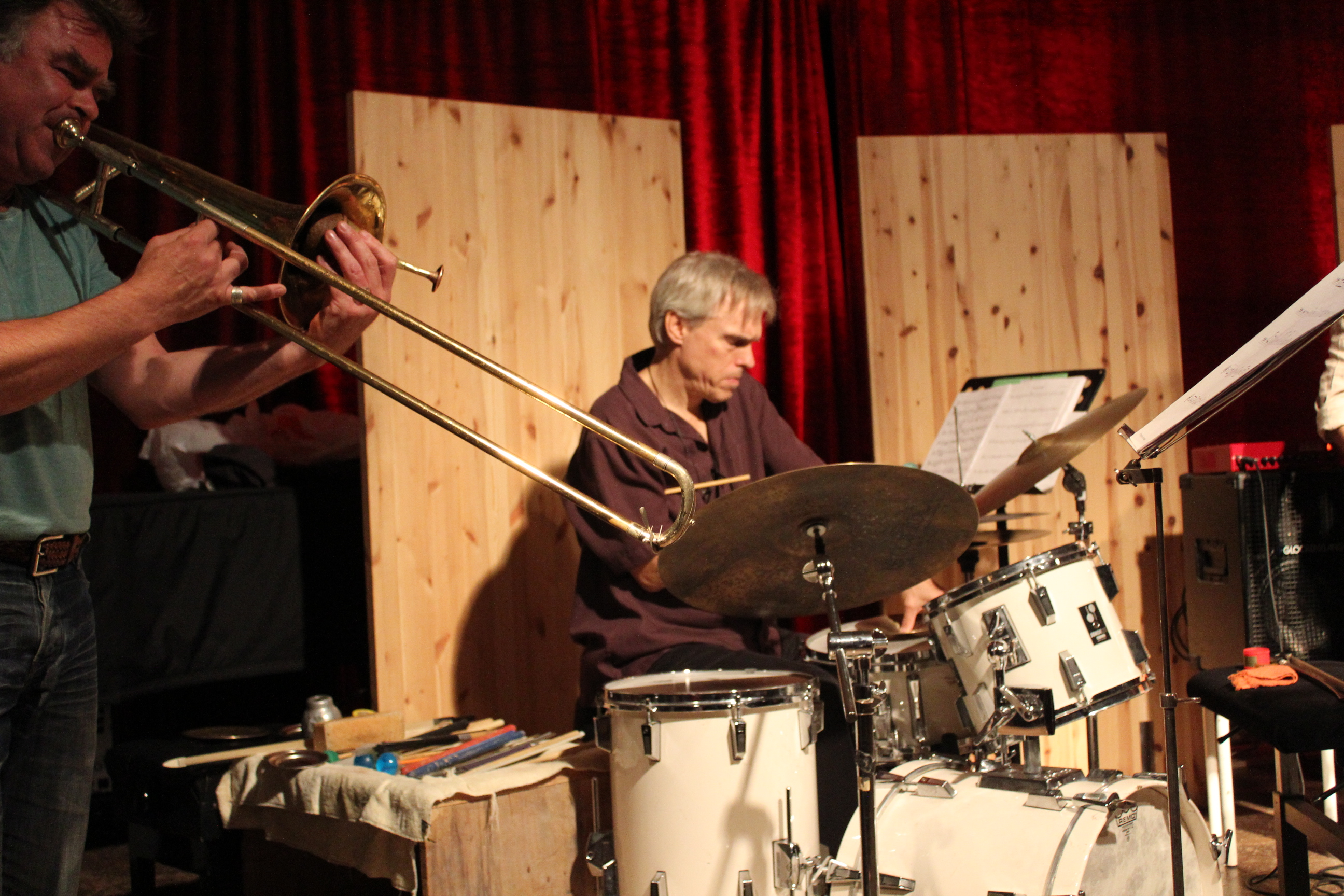
Gerry Hemingway und Wolter Wierbos, Loft (Köln) 2013

Demon Chaser ist ein Jazz-Album des Gerry-Hemingway-Quintetts. Es wurde am 2. März 1993 live im Ottenbrucher Bahnhof in Wuppertal-Elberfeld aufgenommen und erschien 1993 bei HatHut Records. Nachdem das Album über zehn Jahre vergriffen war, wurde es 2009 in veränderter Ausstattung neu herausgegeben.

## Das Album
Nach seiner Zusammenarbeit mit Anthony Braxton, Earl Howard, Reggie Workman, Marilyn Crispell und Georg Gräwe war Demon Chase die erste Veröffentlichung des Schlagzeugers als Leiter des transatlantischen Gerry Hemingway Quintet in dieser Besetzung, nachdem er das Quintett-Album Special Detail (mit Don Byron, 1991) und das Quartett-Album Down to the Wire (in gleicher Besetzung wie das vorliegende Album, jedoch ohne Ernst Reijseger, 1992) vorgelegt hatte.
Dem Quintett gehörten neben den Amerikanern Hemingway, Mark Dresser (Bass) und Michael Moore (Holzblasinstrumente) die Niederländer Ernst Reijseger (Cello) und Wolter Wierbos (Posaune) an. Zum Zeitpunkt des Mitschnitts war das Quintett, das insgesamt acht Jahre bestand, ein regelmäßig tourendes Ensemble.
Nach Ansicht von Brian Morton ist dieses Bandprojekt mehr auf das Ensemblespiel als auf individuelle Spielhaltungen hin orientiert. Der Konzertmitschnitt beginnt mit Hemingways Komposition Slamadam, eine „stürmisch-kantige Nummer, die Hemingways Fähigkeiten als Perkussionist und das rau-expressive Potenzial des Ensembles herausstellt.“ Zu Beginn improvisiert das Ensemble frei, bevor Bass und Cello eine klangliche Verschiebung einleiten.
Dizzy Gillespies Jazzklassiker A Night in Tunisia erfährt hier eine komplette „Neuerfindung“ (Morton) und eine ausgedehnte, wirbelnde Dekonstruktion, die sich „mit der ursprünglichen Form des Titels große Freiheiten erlaubt, sie unter Beibehaltung grundlegender Elemente von Melodie, Harmonie und Rhythmus stark abstrahiert“. In der Gratwanderung zwischen neuem Jazz und Bop setzen Reijseger und Dresser den kontrapunktischen Rahmen, in dem Moore und Wierbos frei improvisieren. Hemingway setzt als Arrangeur „seine Akzente in dem introspektiven Ton-Poem Buoys.“
Das „brodelnde“ Titelstück Demon Chaser – in dem Hemingway auf den Steel Drums zu hören ist – arbeitet mit einer dramatisch ansteigender Spannung, vor allem durch Moores vokalisierenden Kadenzen auf dem Altsaxophon, indem er „ein funkelndes Mosaik von kraftvollen Harmonien versprüht.“
Die „swingende Lyrizität“ des Quintetts demonstrieren die Titel Holler Up und More Struttin' With Mutton; „ein Paar trällernder Melodien, unterstützt durch wohlklingende Improvisationen, bei denen Wierbos’ Slidespiel, Moores durchdringende Kadenzen und Reijsegers sonores Arco-Spiel besondere Beachtung verdienen.“ More Struttin' With Mutton hatte Hemingway bereits in den 1980er Jahren in der Formation BassDrumBone mit Ray Anderson und Mark Helias eingespielt.

## Rezeption des Albums

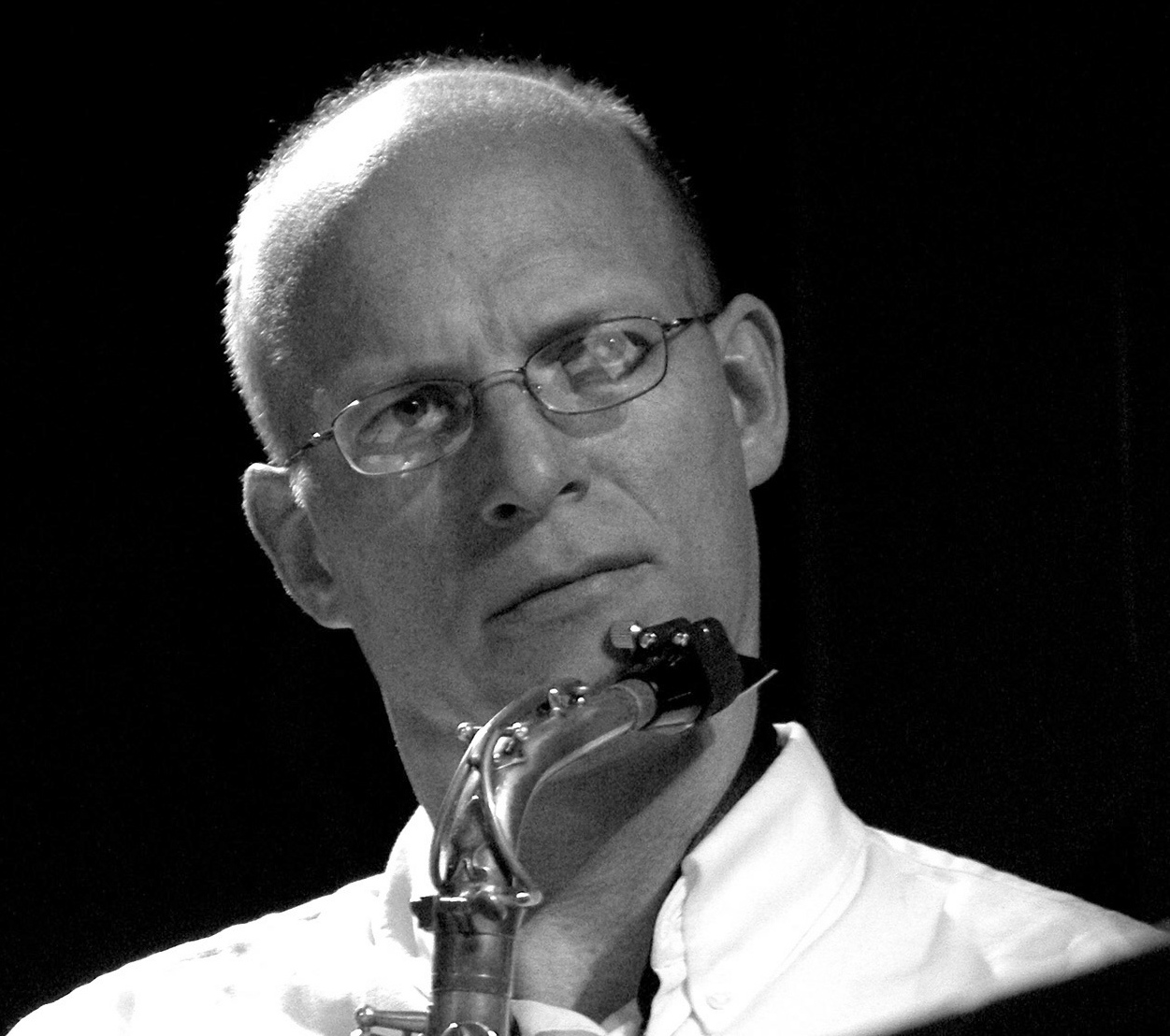
Michael Moore 2004 in Boston

In seiner Besprechung bei Allmusic bewertete Thom Jurek das Album mit der zweithöchsten Note (4 Sterne) und bezeichnete die gesamte Aufnahme als „bemerkenswert: das Zusammenspiel unter den Musikern“ sei „nicht einfach nur intuitiv, sondern völlig kinetisch, was auch auf die dreiköpfige Rhythmusgruppe zurückgeführt werden kann. Hemingway lenke die Aufmerksamkeit nicht auf sich selbst – außer als Komponist und Arrangeur –, sondern auf Schichtungen von Klängen, die in rhythmischer Proportion zur Front Line stehen.“ Letztendlich etabliere sich Hemingway mit Demon Chaser als beeindruckender Komponist und Arrangeur.
Richard Cook und Brian Morton verliehen dem Album die höchste Bewertung; ihrer Ansicht nach gelänge Gerry Hemingway mit (dem Vorgängeralbum) Down to the Wire und Demon Chaser „der endgültige Durchbruch in die erste Liga“. Letzteres Album sei „ein bestechendes Meisterwerk;“ sein Spiel im Titelstück sei „wunderbar.“
Troy Collins bezeichnet das Album „in Gerry Hemingways Diskographie als eine der großartigsten Leistungen seines gefeierten transatlantischen Quintetts;“ a stellar snapshot of one of the best working bands of the mid-nineties.

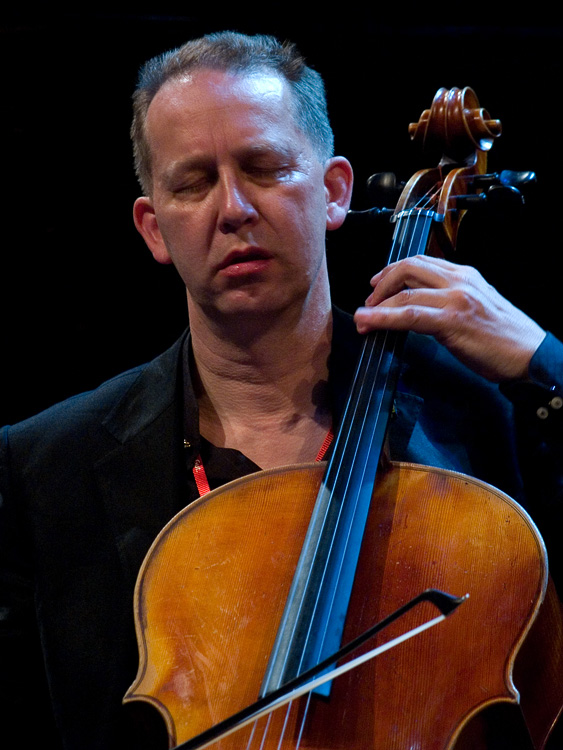
Ernst Reijseger, Moers Festival 2007

## Die Stücke des Albums
- HatHut Records (hatART 6137, HatOLOGY 673)

1. Slamadam – 5:41
2. A Night in Tunisia (Dizzy Gillespie) – 12:34
3. Buoys – 8:55
4. Holler Up – 7:19
5. Demon Chase – 10:05
6. More Struttin’ With Mutton – 9:26

Alle Kompositionen (soweit nicht anders angegeben) stammen von Gerry Hemingway.